# Devante Smith-Pelly
Devante Malik Smith-Pelly (ur. 14 czerwca 1992 w Scarborough, Ontario, Kanada) – hokeista kanadyjski, gracz ligi NHL, reprezentant Kanady.

## Kariera klubowa
- Mississauga St. Michael’s Majors (2008 – 28.12.2010)
- Anaheim Ducks (28.12.2010 – 24.02.2015)
  -  Syracuse Crunch (2011 – 2012)
  -  Norfolk Admirals (2012 – 2014)
- Montreal Canadiens (24.02.2015 – 29.02.2016)
- New Jersey Devils (29.02.2016 – 03.07.2017)
- Washington Capitals (3.07.2017 –

## Kariera reprezentacyjna
- Reprezentant Kanady na MŚJ U-20 w 2012

## Sukcesy
Reprezentacyjne
- Brązowy medal z reprezentacją Kanady na MŚJ U-20 w 2012

Klubowe
- Prince of Wales Trophy z zespołem Washington Capitals w sezonie 2017–2018
- Puchar Stanleya z zespołem Washington Capitals w sezonie 2017–2018